# Jan Verkolje
Jan Verkolje (ur. 9 lutego 1650 w Amsterdamie, zm. 8 maja 1693 w Delfcie) – holenderski malarz, rysownik i grafik okresu baroku.

## Życiorys
Był uczniem Jana Lievensa. Działał w Amsterdamie. W 1672 roku osiedlił się w Deltcie, wstępując do cechu artystów w 1673, którego był kilkakrotnie dziekanem w latach 1678–1688.
Malował portrety oraz obrazy mitologiczne i rodzajowe, w których widoczne są wpływy Gabriëla Metsu, Gerarda ter Borcha oraz Caspara Netschera. Tworzył też grafiki techniką mezzotinty. Prawdopodobnie nigdy nie odwiedził Anglii, ale niektóre z jego rycin datowane na 1680–1684 są opisane po angielsku i były przeznaczone na rynek londyński.
Jego syn i uczeń Nicolaes Verkolje (1673–1746) malował sceny rodzajowe w stylu Gabriëla Metsu. Drugi jego syn, Jana Verkolje II, również był malarzem. Oprócz synów Verkolje uczył też takich malarzy, jak Albertus van der Burch (1672–1745), Joan van der Spriet (1660–1690), Thomas van der Wilt (16S9–1733) i Willem Verschuuring (1659–1715).

## Wybrane dzieła
- Anthonie van Leeuwenhoek (1693) – Amsterdam, Rijksmuseum,
- Dama z lutnią (1676) – Pommersfelden, Schloss Weissenstein,
- Kobieta karmiąca dziecko – Paryż, Luwr,
- Młodzieniec z viola da gamba (ok. 1672) – Kraków, Zamek Królewski na Wawelu,
- Omdlała – Bonn, Rheinisches Landesmuseum,
- Pokusa (1678) – Drezno, Galeria Drezdeńska,
- Portret Johana de la Faille (1674) – Hartford, Wadsworth Atheneum,
- Portret kobiety (1691) – Amsterdam, Rijksmuseum,
- Portret mężczyzny (1685) – Amsterdam, Rijksmuseum,
- Portret Margarethy Delff, żony Johana de la Fille (1674) – Hartford, Wadsworth Atheneum,
- Posłaniec (1674) – Haga, Mauritshuis,
- Wertumnus i Pomona – Woerlitz, Staatliche Schloesser und Gaerten,
- Wesoła kompania – Erywań, Narodowa Galeria Obrazów.

## Galeria

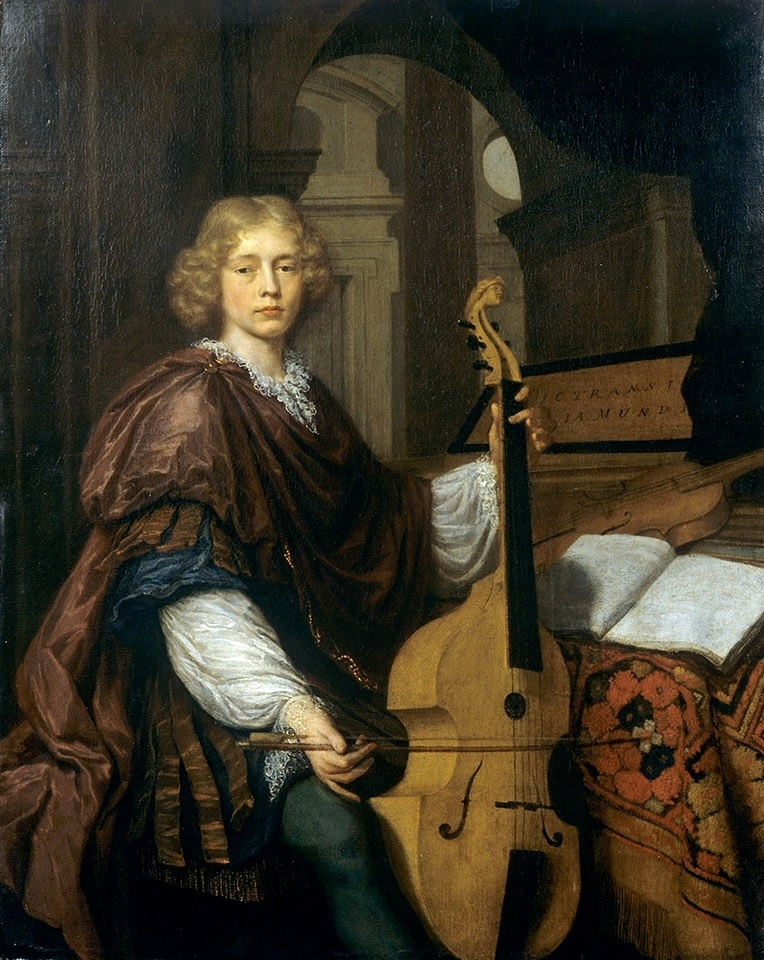
Młodzieniec z viola da gamba (ok. 1672), Zamek Królewski na Wawelu Kraków
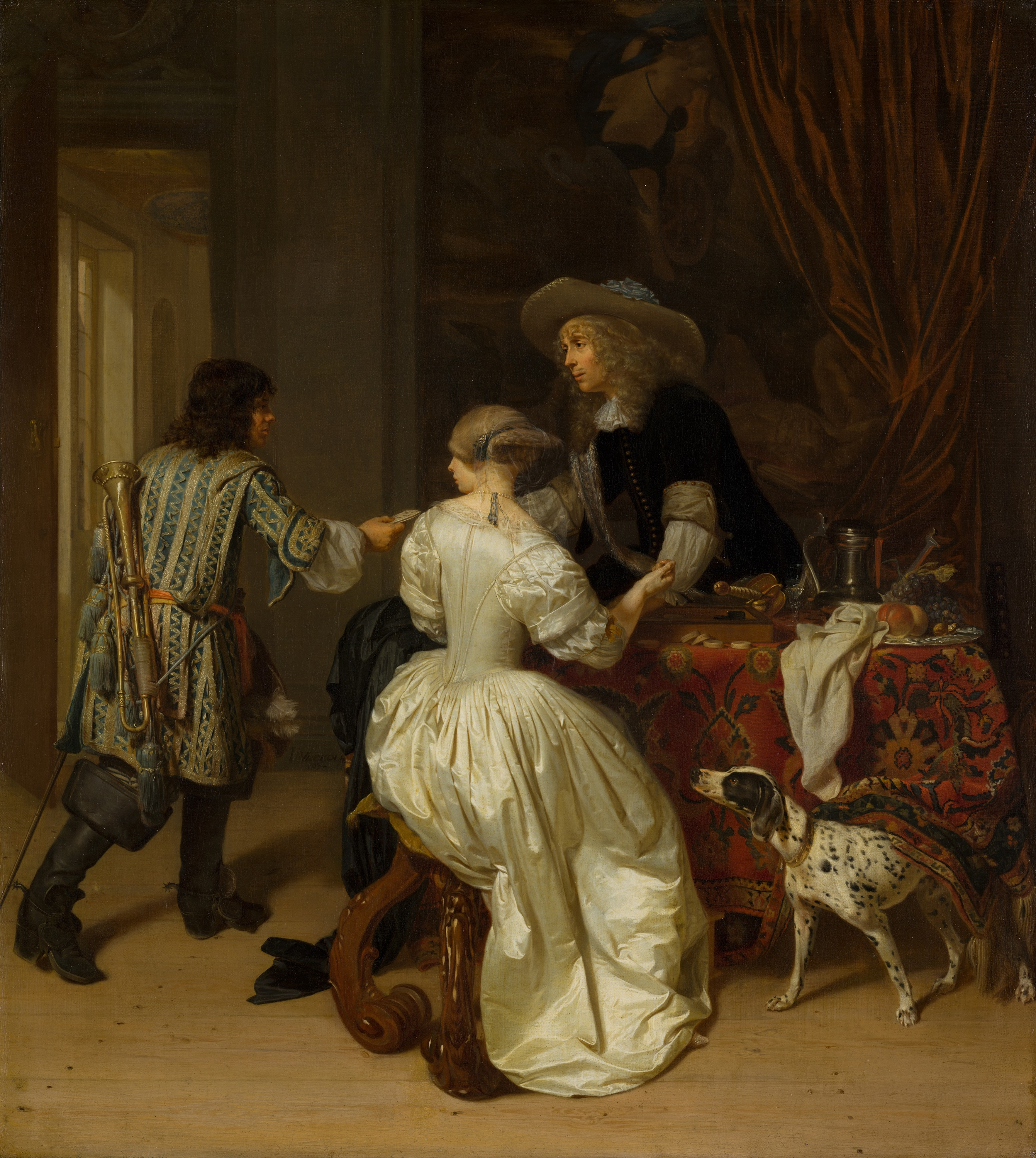
Posłaniec (1674), Mauritshuis Haga
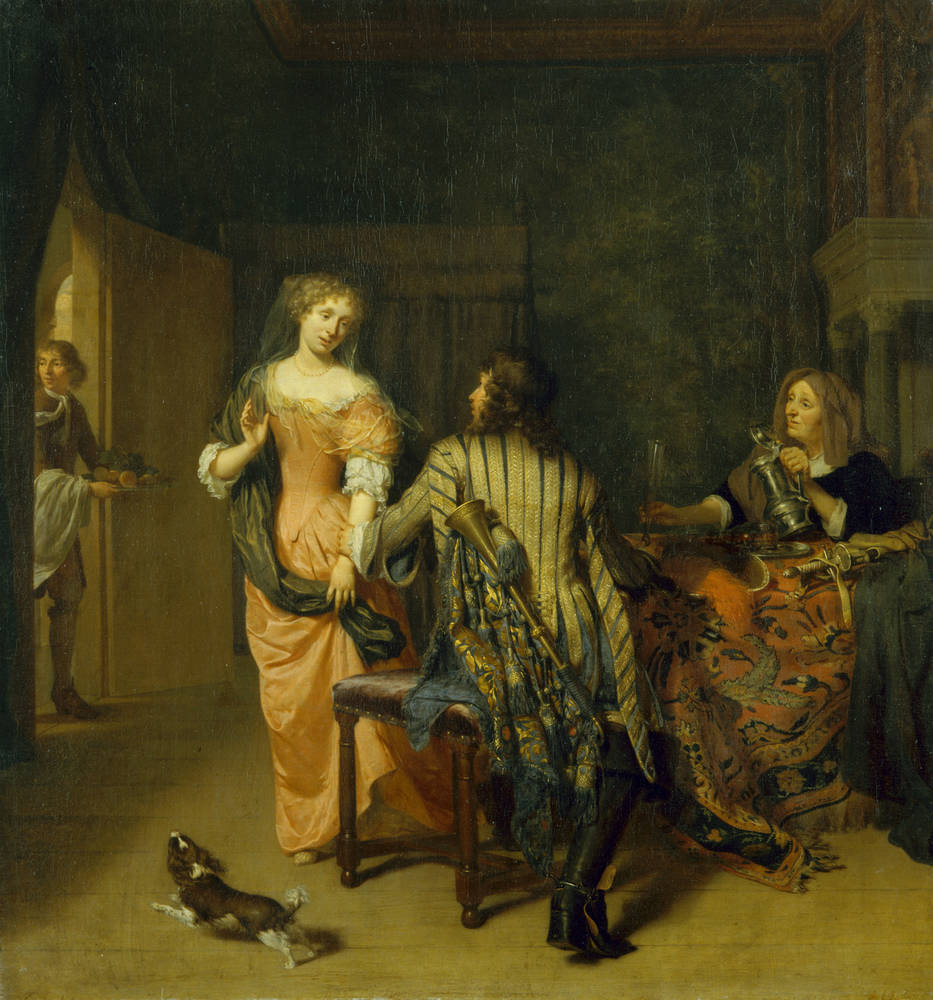
Pokusa (1678), Galeria Drezdeńska Drezno
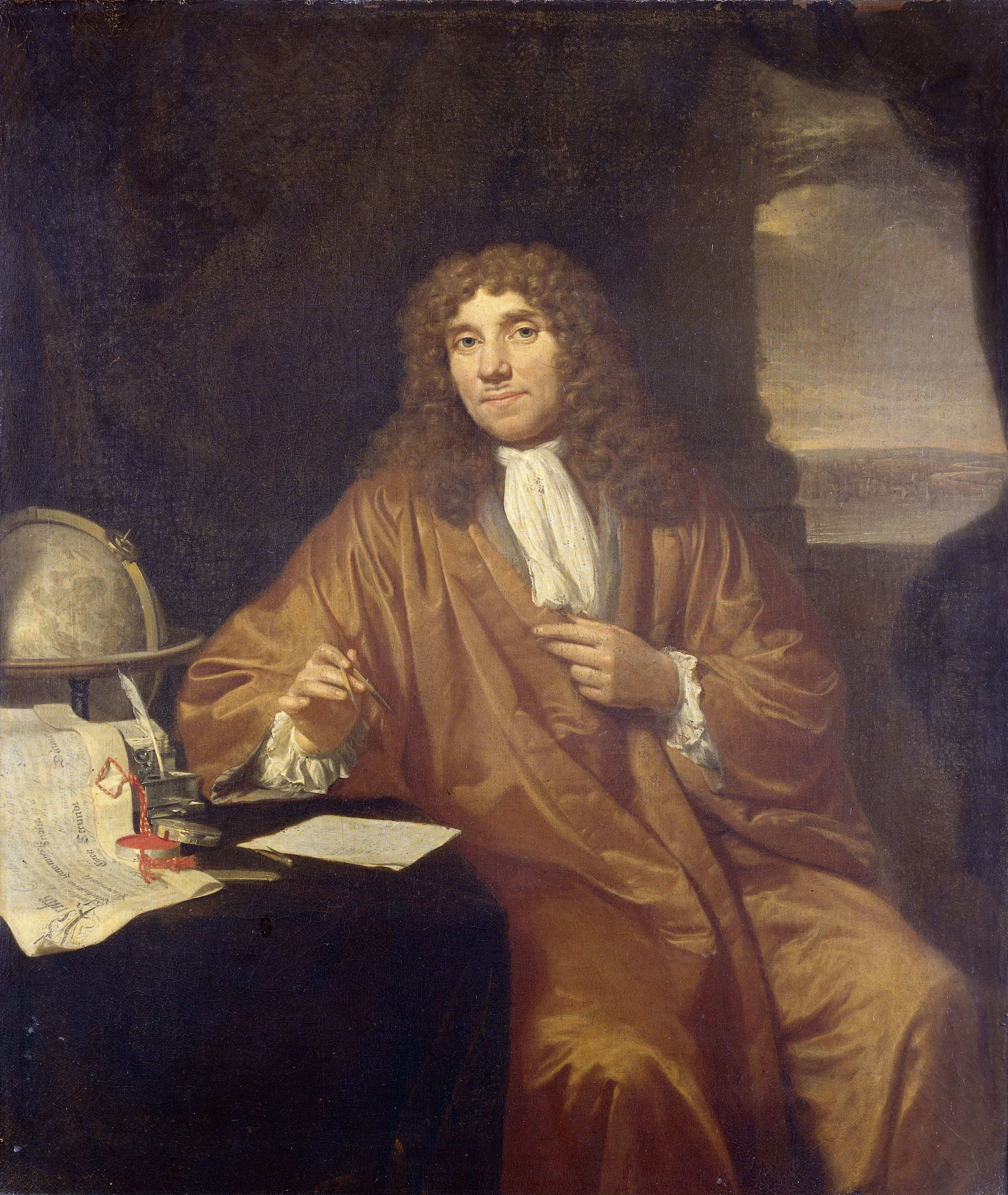
Anthonie van Leeuwenhoek (1680–1686), Rijksmuseum Amsterdam
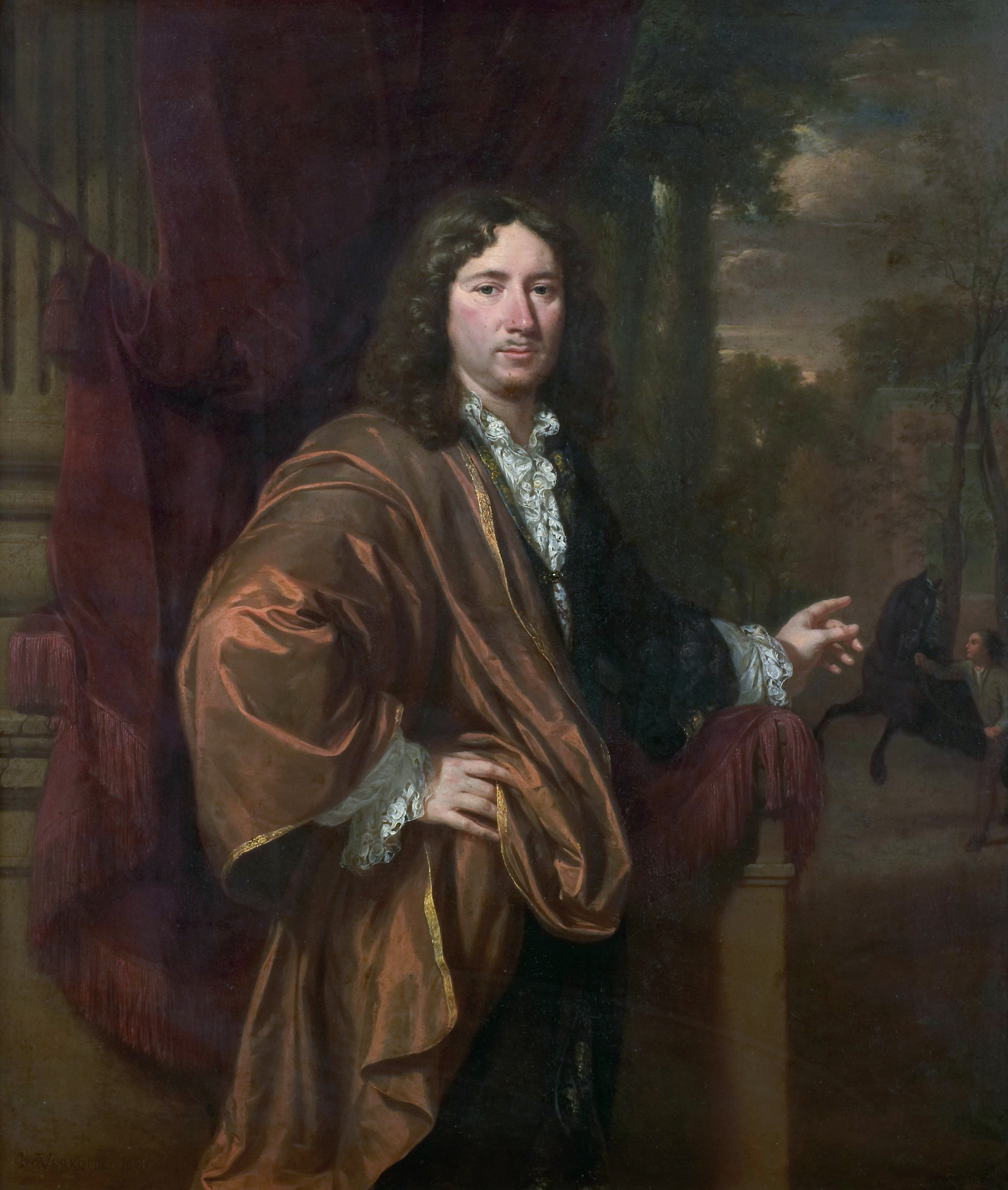
Portret mężczyzny (1685), Rijksmuseum Amsterdam
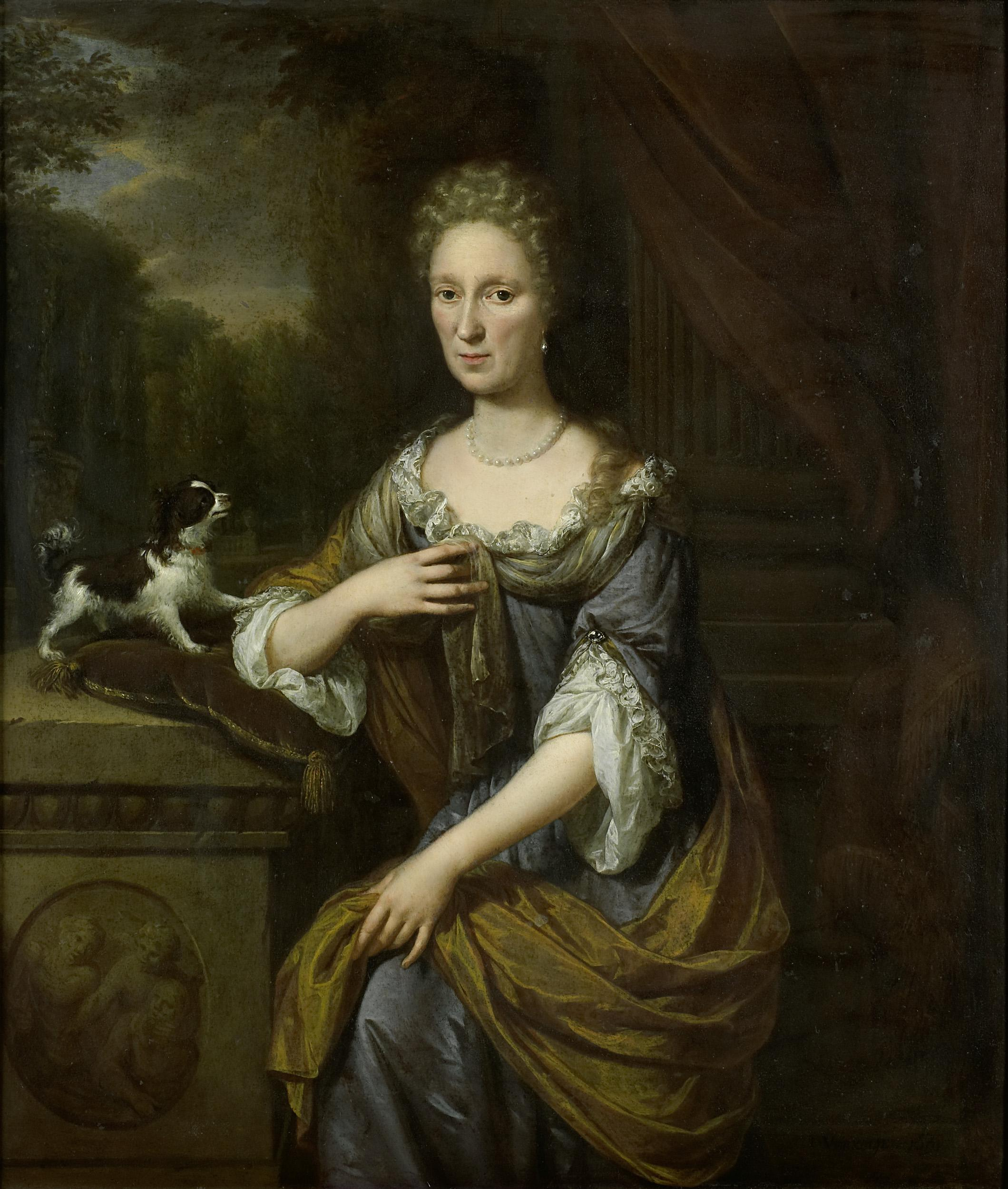
Portret kobiety (1691), Rijksmuseum Amsterdam